# Catriona Matthew
Catriona Isobel Matthew MBE (nascida Lambert, 25 de agosto de 1969) é uma jogadora profissional escocesa de golfe que joga principalmente nos torneios da LPGA (dos Estados Unidos) e também é membro do Circuito Europeu feminino.
Tornou-se profissional em 1995 e representou Grã-Bretanha na competição feminina de golfe nos Jogos Olímpicos de Verão de 2016, realizados no Rio de Janeiro, Brasil. Terminou sua participação em vigésimo segundo lugar no jogo por tacadas individual.
Integrou-se à seleção europeia da Copa Solheim em oito edições, obtendo dezenove pontos em trinte e três partidas. Também disputou a Copa Lexus de 2005 e de 2007 com a seleção internacional.